# Minsk
Minsk (bjeloruski: Minsk/Мінск, bjeloruski-taraškevica: Менск, ruski: Minsk/Минск) je glavni i najveći grad Bjelorusije (2 milijuna stanovnika). U Minsku je također i sjedište Zajednice Neovisnih Država (ZND). Kao glavni grad, Minsk ima poseban administrativni status, uz to je i sjedište istoimene oblasti. Leži na rijekama Svisloču i Nemigi.   
Najstariji spomen grada potječe iz 11. stoljeća. Godine 1326. ulazi u sastav Velike Litvanske kneževine, a gradske povlastice stječe 1499. Od 1569. središte je Minskog vojvodstva u sastavu Poljsko-litvanske unije. Rusko Carstvo ga pripaja 1793. nakon druge podjele Poljske. Od 1919. do 1991. Minsk je glavni grad Bjeloruske Sovjetske Socijalističke Republike.  

## Povijest
Povijest Minska je povijest ratova i razaranja. Povijest je to grada koji se zbog upornosti i radišnosti svojih građana mnogo puta dizao iz pepela i ruševina poput mitske ptice Feniks. Kroz sve vrijeme postojanja, Minsk je bio razaran više od deset puta.
Točno vrijeme osnivanja grada je nepoznato. Prvi puta se spominje u ljetopisu iz 1067. godine, u kojem se opisuju međusobnloli sukobi kneževa tadašnje Kijevske Rusi. Iste je godine Minsk osvojila i spalila vojska kijevskog kneza Izjaslava i njegovih saveznika. 
Prvotni i najstariji naziv grada glasio je Menesk, Mjensk, Mensk. Podrijetlo imena je nejasno, a o njemu ima svega nekoliko teorija, uz postojeću legendu, koja pripovijeda da je div zvan Menesk ili Mensk imao mlin na obalama rijeke nedaleko grada. U svojem mlinu uobičavao je mljeti kamenje iz kojeg je pekao kruh, kojim je hranio svoje vojnike. Taj je div prema legendi utemeljio grad. Jedna grupa povjesničara pak smatra da ime grada potječe od imena rječice Menke, koja teče dvadesetak kilometara od današnjeg središta grada. Drugi pak ime grada dovode u vezu sa starom slavenskom riječju "mjena" (hrv. "razmjena"), jer je grad ležao na raskrižju trgovačkih puteva, a upravo se tu obavljala trgovina i razmjena robom. Negdje od 17. stoljeća, pod utjecajem poljskog jezika, riječ Mensk se preoblikovala u sadašnji oblik Minsk. 
Početkom 11. stoljeća, Minsk se kao jedan od gradova Velike Litvanske kneževine pretvara u važno središte raznih zanata i trgovine. Godine 1499. gradu je dodijeljeno Magdeburško pravo – pravo srednjovjekovnih gradova na samoupravu. Sredinom 16. stoljeća u gradu se pojavljuju cehovi (udruženja srednjovjekovnih zanatlija). Srednjovjekovni građani Minska izvozili su drvo, smolu, vosak, željezo, staklo, krzno u zamjenu za sol, vino, začine, tkanine i razne metale.  
Minsk je održavao trgovačke veze s mnogim gradovima Baltika, Istočne i Zapadne Europe. U rusko-poljskom ratu 1654. – 1667. grad je pretrpio veliku štetu. Godine 1655. Minsk osvaja ruski car Aleksej, ali ga poljski kralj Ivan II. Kazimir (1648. – 1668.) ubrzo vraća pod svoju vlast.
Godine 1793. Minsk ulazi u sastav carske Rusije, kako je dogovoreno Drugom podjelom Poljske te postaje središte istoimene gubernije. Ubrzo je ponovno razrušen (1812.) u navali Napoleonove vojske na svojem putu prema Moskvi.
Sredinom 19. stoljeća grad se razvio u veliko industrijsko i prometno središte. Na to je iznimno utjecala industrijska revolucija u Rusiji i brza izgradnja željeznice. Do 1900. Minsk je željeznicom bio povezan s glavnim središtima Rusije, Ukrajine, Poljske i današnjim pribaltičkim zemljama. Godine 1897. godine grad ima 91.494 stanovnika, od kojih trećinu čine Židovi.
Kroz godine Prvog svjetskog rata, revolucije 1917. i građanskog rata koji je uslijedio iza nje, vlast se neprestano mijenjala između boljševika, Nijemaca i Poljaka. Od 1. siječnja 1919. godine Minsk je glavni grad BSSR (Bjeloruska Sovjetska Socijalistička Republika) a od 1922. nalazi se u sastavu SSSR-a kako je dogovoreno mirom u Rigi.
U razdoblju između dva svjetska rata, stanovništvo Minska se gotovo udvostručilo, a broj industrijskih pogona povećao i do nekoliko puta. Godine 1921. otvoreno je Bjelorusko državno sveučilište i prva bjeloruska znanstvena biblioteka, a 1928. Akademija znanosti BSSR. Već 1922. je u sklopu sveučilišta osnovana Nacionalna i sveučilišna biblioteka, koja je u tom trenutku bila najveća knjižnica u cijeloj državi. Nagli je ekonomski razvoj tražio što veći broj mladih školovanih stručnjaka u raznim djelatnostima. To je i razlog otvaranja novih osnovnih, srednjih i stručnih škola, tehnikuma i fakulteta. 
Već prvih dana nacističkog napada na SSSR, u lipnju 1941., Minsk se našao na meti silovitog napada njemačkog ratnog zrakoplovstva. Usprkos snažnom otporu Crvene armije, Nijemci su zauzeli grad već šestog dana od početka operacije Barbarossa. Za vrijeme trogodišnje okupacije Minska, nacisti su likvidirali više od 400.000 ljudi iz grada i okolice, a napuštajući ga, grad su ostavili, po tko zna koji put u svojoj povijesti, u ruševinama i pepelu. Crvena armija je ušla u Minsk 3. srpnja 1944. Taj datum se danas u Bjelorusiji slavi kao Dan neovisnosti. Područje grada Minska je bilo i središte partizanskog pokreta otpora prije i za vrijeme njemačke okupacije, što je i bio razlog dodjeljivanja titule Grada heroja 1974. godine, povodom 30. obljetnice oslobođenja. Tijekom rata, grad je gotovo do temelja uništen (80% grada je bilo srušeno) i svega nekoliko povijesnih zdanja je preživjelo razaranje. Većina crkava i hramova je uništeno u ratu, a u narednim godinama dosta ih je uništeno ili preuređeno po komunističkom nalogu (zapravo, na teritoriju SSSR-a od samog početka, sačuvani sakralni objekti, crkve, hramovi i samostani, bili su ili preuređeni i namijenjeni nečem drugom ili pretvoreni u muzeje).      
Iza rata, grad je ponovno izgrađen i postao je jedno od najvažnijih središta SSSR-a. Isticao se kao snažan industrijski centar: (Tvornica traktora Minsk, autoindustrija, kamioni, tekstilna industrija, kućanski aparati, bicikli itd). Raspadom Sovjetskog Saveza 1991. godine, Minsk je glavni grad neovisne Bjelorusije i središte Zajednice Neovisnih Država (ZND).

### Važne godine u povijesti Minska
- 1067.- prvi spomen Minska u ljetopisu vezano za bitku knezova Kijevske Rusi na rijeci Njamizi. Razaranje grada.
- 1104. – Minsk se spominje kao središte kneževine
- 1324. – Minsk u sastavu Velike Litvanske kneževine
- 1441. – Minsk se ubraja među 15 najvećih gradova Velike litvanske kneževine
- 1499. – Minsku se dodjeljuje Magdeburško pravo (pravo srednjovjekovnih gradova na samoupravu)
- 1591. – Minsk dobiva grb
- 1654. – 1667. – razrušen tijekom Rusko-poljskog rata.
- 1692. – prvo kazalište
- 1710. – sagrađena katedrala Blažene Djevice Marije
- 1793. – Minsk u sastavu carske Rusije
- 1812. – napad Napoleona
- 1838. – počinju se izdavati novine "Minske gubernijske novosti" (Минские губернские ведомости)
- 1874. – izgrađen vodovod
- 1890. – uvodi se telefon
- 1892. – konjski tramvaj
- 1894. – započela s radom električna centrala
- 1914. – 1918. – Prvi svjetski rat i njemačka okupacija
- 1919. – Minsk glavni grad Bjeloruske Sovjetske Socijalističke Republike
- 1919. – 1920. – pod poljskom okupacijom
- 1921. – osnovano Bjelorusko državno sveučilište
- 1922. – osnovana nacionalna i sveučilišna biblioteka
- 1928. – osnovana Akademija znanosti
- 1929. – električni tramvaj i autobusni prijevoz
- 1934. – izgrađena zračna luka
- 1941. – 1944. – njemačka okupacija za vrijeme Drugog svjetskog rata
- 1974. – dobio titulu "Grad heroj"
- 1984. – izgrađen metro
- 1991. – glavni grad samostalne Bjelorusije

## Vanjske poveznice
- Službena stranica  Arhivirana inačica izvorne stranice od 13. prosinca 2009. (Wayback Machine) (bjrus.) (engl.)

### Ostali projekti
|  | Zajednički poslužitelj ima još gradiva o temi Minsk |